# És Muita Linda
| Críticas profissionais                                                      | Críticas profissionais |
| Avaliações da crítica                                                       | Avaliações da crítica  |
| Fonte                                                                       | Avaliação              |
| --------------------------------------------------------------------------- | ---------------------- |
| Tuga Sapo                                                                   | 5 de 5 estrelas.       |
| Rate Your Music                                                             | 3.81                   |
| Esta tabela precisa de ser acompanhada por texto em prosa. Consulte o guia. |                        |

És Muita Linda é um álbum da banda portuguesa Ena Pá 2000. Contou com as participações de Vitorino, Janita Salomé (Rap Alentejano), Gimba, João Paulo Feliciano e Bernardo Sassetti. É o álbum mais popular da banda, também polémico devido às letras e imagens pornográficas.[carece de fontes?]
Na capa do álbum foi usada uma imagem da icónica revista pornográfica portuguesa, a revista Gina.

## Faixas
1. Alice
2. Dona
3. Vida de Cão
4. Nunca 1
5. LSD 25
6. Nunca 2
7. Semi-Tango
8. Masturbação
9. Bacamarte
10. Rap Alentejano
11. Paneleiro
12. Marisco
13. Fim-De-Semana Em Vizela
14. Puta
15. Fucking Time
16. Carla Andreia
17. ABC Do Amor
18. Alcina
19. Perversa Adolescente
20. A Titi Fez Um Tété